# José Edson Santana de Oliveira
José Edson Santana de Oliveira (* 3. November 1952 in Duas Serras, Bahia, Brasilien) ist ein brasilianischer Geistlicher und römisch-katholischer Bischof von Eunápolis.

## Leben
José Edson Santana de Oliveira empfing am 18. Januar 1978 das Sakrament der Priesterweihe. 
Am 12. Juni 1996 ernannte ihn Papst Johannes Paul II. zum ersten Bischof des mit gleichem Datum errichteten Bistums Eunápolis. Der Bischof von Feira de Santana, Itamar Navildo Vian OFMCap, spendete ihm am 8. September desselben Jahres die Bischofsweihe; Mitkonsekratoren waren der emeritierte Bischof von Feira de Santana, Silvério Jarbas Paulo de Albuquerque OFM, und der Bischof von Paulo Afonso, Mário Zanetta.